# Doppelter Betazerfall
Der doppelte Betazerfall ist der gleichzeitige Betazerfall zweier Nukleonen in einem Atomkern. Zu unterscheiden sind der Zwei-Neutrino-Doppel-Betazerfall (beobachtet) und der hypothetische neutrinolose Doppel-Betazerfall.

## Voraussetzungen

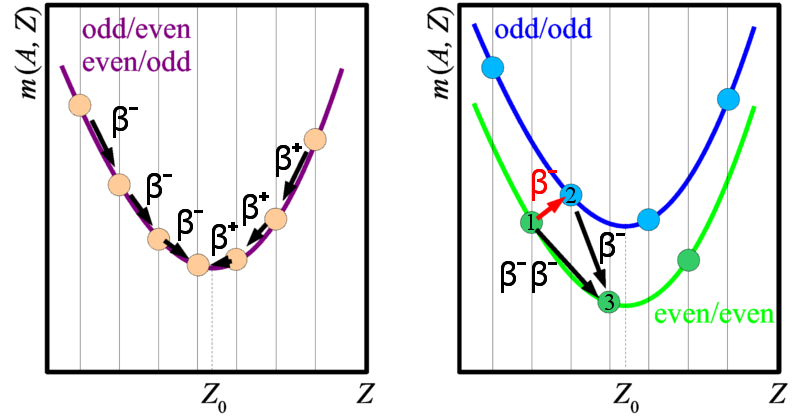
Massen m verschiedener isobarer Atomkerne als Funktion der Ordnungszahl Z: energetische Unmöglichkeit mancher einfachen Beta-Zerfälle (rot)

Der doppelte Betazerfall ist ein Prozess zweiter Ordnung. Seine Zerfallswahrscheinlichkeit ist um viele Größenordnungen geringer, seine partielle Halbwertszeit damit um viele Größenordnungen länger als die des einfachen Betazerfalls. Er ist experimentell nur bei Nukliden beobachtbar, für die ein einfacher Betazerfall nicht möglich („verboten“) ist, denn sonst wird er von diesem viele Größenordnungen häufigeren Prozess verdeckt.
Unmöglich ist der einfache Betazerfall z. B. für einen gg-Kern (gerade Protonenanzahl und gerade Neutronenanzahl), wenn er in seinem Grundzustand weniger Energie hat als jeder seiner beiden uu-Nachbarn (ungerade Protonenzahl und ungerade Neutronenzahl). Ausgehend von der Bethe-Weizsäcker-Formel lassen sich die Massen von Kernen gleicher Massenzahl, also Isobaren, als quadratische Funktion der Kernladungszahl Z darstellen (siehe Abbildung). Im Falle von uu- und gg-Kernen ergibt sich aufgrund des Paarungsterms eine Aufspaltung in zwei Parabeln, und die Parabel der uu-Kerne liegt oberhalb der Parabel der gg-Kerne. Ein einfacher Beta-plus- oder Beta-minus-Zerfall eines gg-Kerns muss zum entsprechenden benachbarten uu-Kern führen; liegen diese beide energetisch höher als der gg-Mutterkern, ist ein einfacher Beta-Zerfall also energetisch verboten. Falls der betrachtete gg-Kern aber nicht das stabilste Isobar der "Massenkette" ist, kann ein doppelter Betazerfall in den nächstgelegenen gg-Kern energetisch stattfinden (siehe auch Mattauchsche Isobarenregel).
Statt einer Energiedifferenz kann auch die Spindifferenz zwischen Mutter- und Tochterkern einen einfachen Betazerfall behindern, z. B. bei 96Zr. Sein Beta-minus-Zerfall in den Grundzustand des benachbarten uu-Kerns (96Nb) ist zwar energetisch möglich, wegen des Spinunterschiedes zwischen den beiden Kernen jedoch stark unterdrückt.

## Beobachtungen
Der erste nachgewiesene doppelte Betazerfall war der Übergang von 82Se in 82Kr. Er wurde 1967 indirekt durch geochemische Untersuchungen (Till Kirsten et al.) und 1987 direkt (Michael K. Moe u. a.) nachgewiesen.
Insgesamt sind 35 natürlich vorkommende Nuklide mit möglichem doppeltem Betazerfall bekannt. Bis 2023 wurde er bei 13 Nukliden (48Ca, 76Ge, 78Kr, 82Se, 96Zr, 100Mo, 116Cd, 124Xe, 128Te, 136Xe, 150Nd, 238U  alle und 130Te) nachgewiesen. Die Halbwertszeiten liegen zwischen 1019 und 1025 Jahren.

## Zwei-Neutrino-Doppel-Betazerfall
Der Zwei-Neutrino-Doppel-Betazerfall (2νββ-Zerfall) kann anschaulich interpretiert werden als der gleichzeitige Beta-Minus-Zerfall zweier Neutronen in zwei Protonen unter Emission zweier Elektronen und zweier Antineutrinos. „Gleichzeitig“ könnte dabei so verstanden werden, dass der Zerfall über einen virtuellen, im Sinne der Energie-Zeit-Unschärferelation genügend kurzlebigen Zwischenzustand abläuft: der Ausgangskern geht durch β-Zerfall in den Zwischenkern über (energetisch verboten, daher virtuell) und dieser durch einen weiteren β-Zerfall in den Tochterkern.
Der entgegengesetzte Zerfall von zwei Protonen in zwei Neutronen ist ebenfalls möglich und wurde beim 78Kr nachgewiesen (s. oben). Er kann auf drei verschiedene Weisen ablaufen: doppelter Elektroneneinfang oder – wenn energetisch möglich – zwei Beta-Plus-Zerfälle oder ein Elektroneneinfang und ein Beta-Plus-Zerfall.
Bei jedem 2νββ-Zerfall bleibt die Leptonenzahl erhalten, weshalb dieser Zerfallsmodus innerhalb des Standardmodells der Kern- und Teilchenphysik „erlaubt“ ist.

## Neutrinoloser Doppel-Betazerfall
Beim neutrinolosen Doppel-Betazerfall (0νββ), einem denkbaren zusätzlichen Zerfallskanal der genannten 35 Nuklide, müsste sich die Leptonenzahl um zwei Einheiten ändern. Aus diesem Grund ist er nach dem Standardmodell der Kern- und Teilchenphysik „verboten“. Eine Beobachtung seines Auftretens wäre ein Nachweis für „Physik jenseits des Standardmodells“.
Messungen solcher Zerfälle würden außerdem eine Möglichkeit zur direkten Messung von Neutrinomassen bieten. Bisher sind die Matrixelemente, die zur Bestimmung der Neutrinomasse benötigt werden, experimentell nicht zugänglich und können nur in theoretischen Modellrechnungen bestimmt werden.
Ein neutrinoloser Doppel-Betazerfall konnte trotz aufwendiger Experimente bis heute (2020) nicht entdeckt werden.